# Австрийско-северомакедонские отношения
Австрийско-северомакедонские отношения — двусторонние дипломатические отношения между Австрией и Северной Македонией. Дипломатические отношения между двумя странами были установлены 23 декабря 1994 года. У Австрии есть посольство в Скопье, а у Северной Македонии — в Вене.
Австрия, как государство-член Европейского союза, поддерживает усилия Северной Македонии по вступлению в организацию. Он также поддержал Северную Македонию в процессе либерализации визового режима страны и положительное решение Европейской комиссии в 2009 году относительно начала переговоров о вступлении между ЕС и Северной Македонией.